# 1-甲基色氨酸
1-甲基色氨酸（英語：1-Methyltryptophan）是色氨酸的分解酶吲哚胺2,3-双加氧酶1（简称IDO1，EC 1.13.11.52）的抑制剂。它是一种手性化合物，可作为右旋和左旋对映体存在。
其左旋异构体（左旋1-甲基色氨酸）微弱地抑制IDO1，但也可作为酶底物。
其右旋异构体（右旋1-甲基色氨酸）完全不抑制IDO1，但它可以抑制IDO1的相关酶IDO2，并在因IDO1活性而缺乏色氨酸的细胞中恢复mTOR信号。右旋1-甲基色氨酸也称为吲哚莫德（indoximod，或译作因多莫得），目前正在进行癌症治疗的临床试验，例如晚期黑色素瘤。
在2017年8月15日，NewLink Genetics获得了一项涵盖吲哚莫德盐和前药制剂的美国专利，至少在2036年之前享有独占权。